# Distretto di Chaloem Phra Kiat (Nakhon Si Thammarat)
Il distretto di Chaloem Phra Kiat (in thailandese: อำเภอเฉลิมพระเกียรติ) è un distretto (amphoe) della Thailandia, situato nella provincia di Nakhon Si Thammarat.